# آندریا آدورانته
آندریا آدورانته (انگلیسی: Andrea Adorante؛ زادهٔ ۵ فوریهٔ ۲۰۰۰) بازیکن فوتبال است.
وی همچنین در تیم‌های ملی فوتبال زیر ۱۵ سال ایتالیا و زیر ۱۶ سال ایتالیا بازی کرده‌است.